# فيرست كنيديان بليس

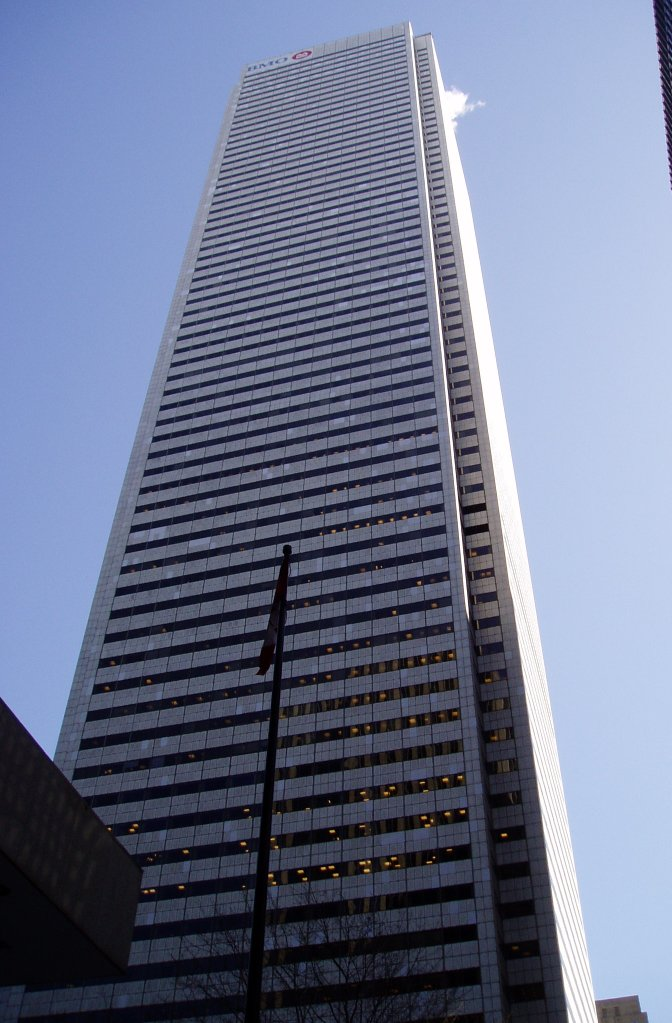
فيرست كنديان بليس

فيرست كنيديان بليس (المكان الكندي الأول) (بالإنجليزية: First Canadian Place)‏ (أصلاً مبنى البنك الأول)، هو ناطحة سحاب تقع في الحي المالي في تورنتو، أونتاريو، تحديداً عند الركن الشمالي الغربي من كينغ ستريت وبيه ستريت وهو موقع مكاتب العمليات الرئيسية لبنك مونتريال. ارتفاعه 298 متر، وبذا فهو أطول ناطحة سحاب في كندا، وفي المركز الخامس عشر في قائمة أول الأبنية في أمريكا الشمالية وفي المركز 105 على مستوى العالم.